# Guanyem Eivissa
Guanyem Eivissa va ser un partit polític d'àmbit eivissenc.
A diferència d’experiències similars anteriors, com Eivissa pel Canvi (ExC) veia la llum com un projecte plural sense quotes de membres de partits en llistes electorals ni en òrgans directius, amb llistes electorals triades en eleccions primàries i obertes. El germen de la constitució de Guanyem Eivissa fou entre membres de l'Entesa d’Eivissa (ENE), Eivissa pel Canvi (ExC) —socis de Més per Mallorca— i d’Eivissa Sostenible (ESOS), a més de persones sense cap adscripció. El 2013 naixia el Procés d’Unitat Ciutadana (PUC) i més tard, Esquerra Unida (EU) també li donà suport. La denominació “Guanyem” sorgia del nom d’una iniciativa similar a Barcelona estesa a altres indrets.